# Delphinium gracile
La espuela de caballero  (nombre que también se da a otras especies), Delphinium gracile, es una hierba fanerógama de la familia de las ranunculáceas.

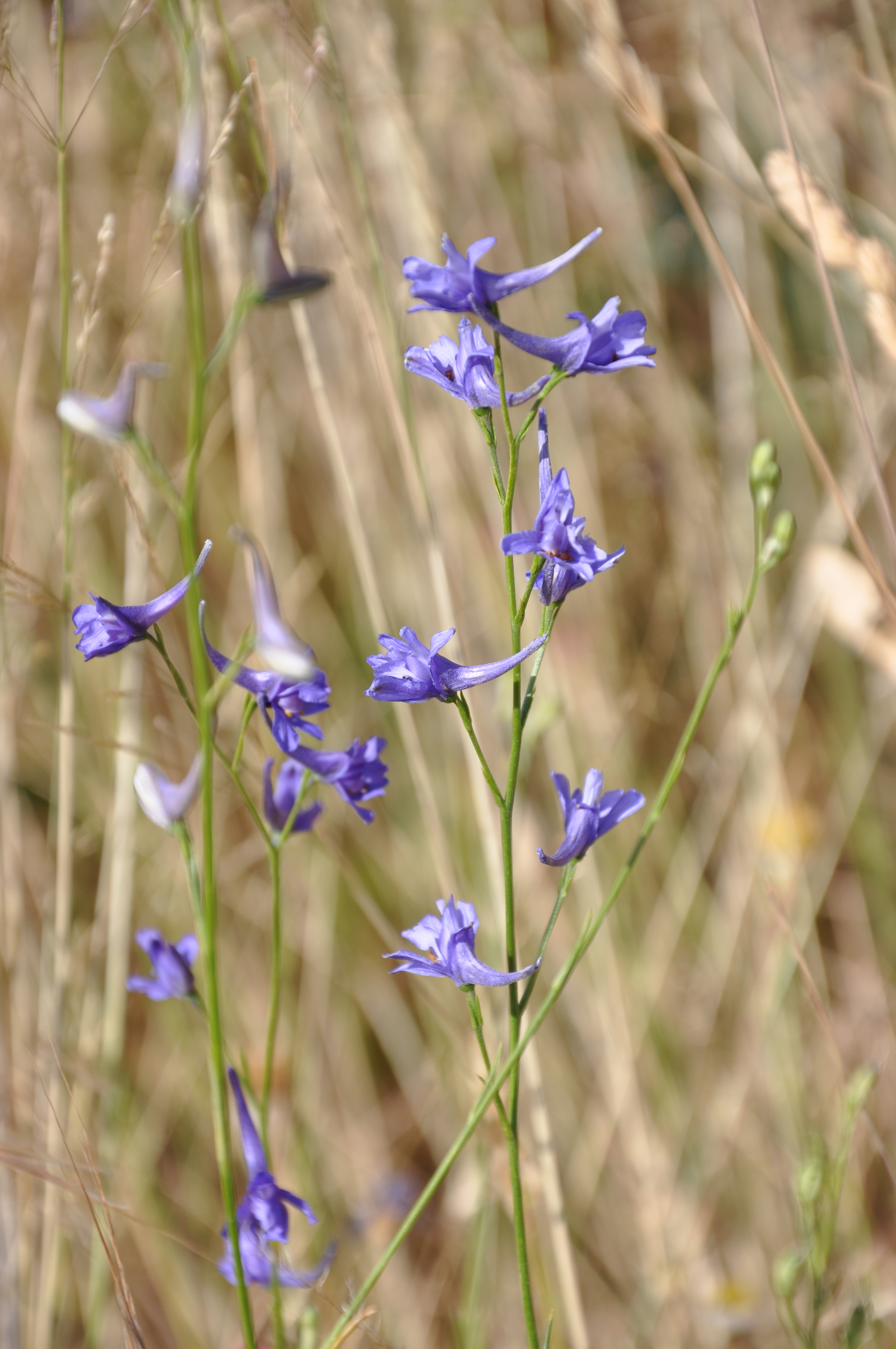
Vista de la planta

## Descripción
Planta de hasta 40 cm, poco ramificada, con ramitas finas, hojas inferiores profundamente divididas en segmentos largos y muy finos, (lineares), las superiores simples y lineares. Las flores, forman un largo racimo, poco espeso. Son de color azul, irregulares (zigomorfas), con una larga espuela hacia arriba, que da nombre a la planta. Los frutos lo constituyen tres "cápsulas" alargadas, erectas, unidas longitudinalmente, en cuyo interior resaltan las semillas. Florece en verano y parte del otoño.

## Distribución y hábitat
En la península ibérica. Habita sobre pastos pobres, tomillares y encinares.

## Taxonomía
Eranthis gracile fue descrita por Augustin Pyrame de Candolle y publicado en Syst. Nat. 1: 347, en el año 1817.
Citología
Número de cromosomas de Delphinium gracile (Fam. Ranunculaceae) y táxones infraespecíficos: n=8
Etimología
Ver: Delphinium
gracile: epíteto latino  que significa "delgada, esbelta".
Sinonimia
- Delphinium cardiopetalum var. gracile (DC.) Willk.
- Delphinium halteratum subsp. gracile (DC.) Rothm. & P. Silva
- Delphinium peregrinum subsp. gracile (DC.) O. Bolòs & Vigo
- Delphinium peregrinum var. elongatum Boiss.
- Delphinium peregrinum var. gracile (DC.) Sennen & Pau[5]

## Nombres comunes
- Castellano: conejitos, espuela, espuela de caballero, espuelas, espuelas de caballero.[6]